# Ippolito Maurizio Maria Durazzo
Ippolito Maurizio Maria Durazzo est un botaniste italien, né le 22 novembre 1752 à Gênes et mort le 10 juin 1818 dans cette même ville.

## Biographie
Il est le fils de Marcello II Durazzo (1703-1787) et le frère de Giacomo Filippo III Durazzo (1719-1812). Correspondant de la Société linnéenne de Londres, il participe à la modernisation des techniques agricoles en Ligurie. Il fonde le jardin botanique de Gênes.